# Съюз на свободните демократи
 Тази статия е за политическата партия в България.  За партията в Унгария вижте Съюз на свободните демократи (Унгария).  
Съюзът на свободните демократи е дясна българска политическа партия, учредена на 9 декември 2001 г. от бивши членове на СДС. Лидер е Милан Миланов. Партията има свой устав и политическа декларация.
По-важни участия в политическия живот на България:
- 9 декември 2001 г. – учредяване на партията;
- ноември 2003 г. - на втория тур на местните избори в столицата Стефан Софиянски, с кандидатура издигната от ССД, печели третия си мандат като кмет на София;
- 2005 г. - ССД участва в предизборната коалиция Български народен съюз (БНС), заедно с БЗНС-НС на Анастасия Мозер и ВМРО-БНД на Красимир Каракачанов. Коалицията получава 5,19% вот на изборите и печели 13 места в парламента.

## Лидери
- Стефан Софиянски (2001 – 2007)
- Милан Миланов (2007 – 2008)
- Стефан Софиянски (2008 – 2013)
- Радослав Кацаров (2013 – )